# Карл Гебхард
Карл Гебхард (на немски: Karl Gebhardt) е германски доктор и офицер от Вафен-СС.
Медицински началник на санаториума Хоенлихен, консултантски хирург на Вафен-СС, главен хирург в щаба на полицията и полицейски служител на Райха и личен лекар на Хайнрих Химлер. Гебхард е основният координатор на поредица от хирургически експерименти, извършени върху затворници от концентрационните лагери в Равенсбрюк и Аушвиц.
По време на последвалите Нюрнбергски процеси, Гебхард е в процеса на лекарите (Американски военен трибунал № I). Той е съден за военни престъпления и престъпления срещу човечеството и осъден на смърт на 20 август 1947 г. Обесен е на 2 юни 1948 г. в затвора Ландсберг в Бавария.

## Биография

### Кариера преди Втората световна война
В студентските си дни Гебхард е поддръжник на националното контрареволюционно движение и е активен, в корпуса на доброволците „Упланд Алианс“. Гебхард учи медицина в Мюнхен през 1919 г. През 1924 г., след 2 години като неплатен помощник лекар, той получава стаж като стажант в Хирургическата клиника на университета в Мюнхен. Гебхард се обучава под ръководството на Фердинанд Зуербрух, а по-късно под ръководството на Ерих Лексер, като получава своята хабилитация през 1932 г. Гебхард има отлична кариера преди Втората световна война и допринася много за развитието в областта на спортната медицина. Той пише статии за физическата медицина и рехабилитацията, учебник по спортна рехабилитация и разпространява идеите си в Германия и в цяла Европа.
Нацистката кариера на Гебхард започва с присъединяването му към НСДАП на 1 май 1933 г. През 1935 г. се премества в Берлин, където е назначен за доцент. През тази година Гебхард се присъединява към Шуцщафел (СС) и също така е назначен за медицински началник на санаториума Хоенлихен, който той променя от санаториум за пациенти с туберкулоза в ортопедична клиника. В санаториума Хоенлихен, той стартира първата клиника по спортна медицина в Германия и разработва спортни програми за хора с увреждания. Гебхард е назначен в Deutsche Hochschule für Leibesübungen (Немски колеж по физическо възпитание) през 1935 г., където става първият професор по спортна медицина в Берлин.
През 1936 г. той се отличава в длъжността си като ръководител на Медицинския отдел на Академията за спорт и учител по физическо възпитание като старши лекар на Летните олимпийски игри през 1936 г. Санаториумът Хоенлихен става спортен санаториум за Третия райх и служи като централна болница за спортисти, участвали в летните олимпийски игри през 1936 г. През 1937 г. става държавен стопанин за ортопедична хирургия в университета в Берлин. През 1938 г. Гебхард е назначен за личен лекар на Хайнрих Химлер.

### Втората световна война
Гебхард е главен хирург на щаба на Райха по време на Втората световна война, а под негова грижа санаториумът Хоенлихен става военна болница за Вафен-СС.
На 27 май 1942 г. Химлер нарежда на Гебхард да бъде изпратен в Прага, за да помага на Райнхард Хайдрих, който по време на Операция Антропоид е ранен от противотанкова граната. Хайдрих е СС-Обергрупенфюрер, както и действащият Райхспротектор на протектората на Бохемия и Моравия. Когато Хайдрих развива треска след операция за тежките си рани, Теодор Морел, личен лекар на Адолф Хитлер, предлага на Гебхард донесе сулфонамид (ранен антибиотик). Гебхард отказва съветите на Морел, очаквайки Хайдрих да се възстанови без антибиотична терапия. Хайдрих почива от сепсис на 4 юни 1942 г., осем дни след нападението. Отказът на Гебхард да предпише сулфонамид допринася за смъртта на Хайдрих и има много нещастни последици за затворниците в концентрационния лагер, на които по-късно провежда медицински експерименти.
В началото на 1944 г. Гебхард лекува Алберт Шпеер от подуване на коляното. Той почти убива Шпеер, докато не е заменен от друг лекар, д-р Фридрих Кох.
До 22 април 1945 г., в деня преди влизането на Червената армия в покрайнините на Берлин, Йозеф Гьобелс отвежда съпругата си и децата си във Фюрербункер. Германският диктатор Адолф Хитлер и няколко верни служители присъстват в бункера, за да насочват последната защита на Берлин. Гебхард, в качеството си на водач на германския Червен кръст, се обръща към Гьобелс да отведе децата от града заедно с него, но той е освободен от Гьобелс.

### Медицински експерименти в концлагери
По време на войната, Гебхард провежда медицински и хирургически експерименти върху затворниците в концентрационните лагери в Равенсбрюк (близо до санаториум Хоенлихен) и Аушвиц. В Равенсбрук той първоначално се изправя срещу опозицията от командира на лагера Фриц Сухрен, който се страхува от бъдещи правни проблеми, като се имаше предвид статута на повечето лагерници като политически затворници, но ръководството на СС, подкрепено на Гебхард и Сухрен, са принудени да сътрудничат.
За да освободи Гебхард от неуспеха си да предпише сулфонамид за Хайдрих, Химлер предлага на Гебхард да проведе експерименти, доказващи, че сулфонамидът е безполезен при лечението на гангрена и сепсис. За да защити решението си да не прилага сулфа наркотици при лечението на раните на Хайдрих, той извършва поредица от експерименти върху затворниците в концентрационния лагер, счупва краката им и ги заразява с различни организми, за да докаже безполезността на лекарствата при третирането на гангрена. Той също така се опитва да трансплантира крайниците от жертвите на лагера на германски войници, ранени на руския фронт. Експериментите са наклонени в полза на Гебхард, жените в експерименталната група, лекувана със сулфонамид, са получили малко или никаква медицинска помощ, докато тези в нелекуваната контролна група са получили по-добра грижа. Не е изненадващо, че тези в контролната група са по-склонни да оцелеят в експериментите.

## Процес и екзекуция
По време на последвалите Нюрнбергски процеси, Гебхард е съден в докторски процес (9 декември 1946 - 20 август 1947 г.), заедно с 22 други лекари. Той е признат за виновен за военни престъпления и престъпления срещу човечеството и осъден на смърт на 20 август 1947 г. Обесен е на 2 юни 1948 г. в затвора Ландсберг в Бавария.
Двама от асистентите на Гебхард са осъдени в Нюрнберг. Фриц Фишер работи в болницата в концентрационния лагер на Равенсбрюк като хирургически асистент на Гебхард и участва в хирургическите експерименти, извършени върху затворниците. Първоначално той е осъден на доживотен затвор, но присъдата му е намалена на 15 години през 1951 г. и е освободен през март 1954 г. Фишер впоследствие си възвръща медицинският лиценз и възобновява кариерата си в химическата компания Boehringer Ingelheim, където остава нает до пенсиониране. Умира през 2003 г. на 90-годишна възраст.
Херта Оберхойзер е още един от асистентите на Гебхард в концентрационния лагер Равенсбрюк. Тя е единствената жена, обвинена в „Процеса на лекарите“, където е осъдена на 20 години затвор. Освободена през април 1952 г. и става семеен лекар в Щокзе, Западна Германия. Тя губи позицията си през 1956 г., след като оцеляла от Равенсбрюк я разпознава, а медицинската ѝ лицензия е отнета през 1958 г. Тя умира на 24 януари 1978 г. на 66-годишна възраст.